# فينيثيلامين
فينيثيلامين مركب عضوي قلواني طبيعي أحادي الأمين من الأمينات النزرة التي تنبه الجهاز العصبي المركزي عند البشر. ينظم الفينيثيلامين النقل العصبي أحادي الأمين في الدماغ عبر ربطه مع المستقبل 1 المتعلق بالأمينات النزرة، ويثبط ناقل أحادي الأمين الحويصلي 2 في العصبونات أحادية الأمين. يعمل هذا المركب بفعالية أقل على النقل العصبي في الجهاز العصبي المركزي لدى البشر. ينتج الفينيثيلامين لدى الثدييات من الحمض الأميني فينيل ألانين-إل بواسطة إنزيم نازعة كربوكسيل L-الحمض الأميني العطري عبر عملية نزع الكربوكسيل الإنزيمية. يوجد الفينيثيلامين أيضًا في العديد من العضويات والأطعمة (مثل الشوكولاته) خاصةً بعد التخمير الميكروبي.
تُباع المتممات الغذائية الحاوية على الفينيثيلامين لأغراض علاجية مزعومة تتعلق بتحسين المزاج وخسارة الوزن، لكن في الشكل ذو الامتصاص الفموي، يُستقلب قسم كبير من المركب في الأمعاء الدقيقة بواسطة إنزيم أكسيداز أحادي الأمين «ب» ثم نازعة هيدروجين الألدهيد اللذين يحولانه إلى حمض فينيل الأسيتيك. وبذلك يحتاج وصول المركب إلى الدماغ إلى تراكيز مرتفعة منه، ويجب رفع الجرعة مقارنةً بباقي طرق الإعطاء. يفترض البعض أن لهذا المركب دورًا في تأجيج مشاعر الحب دون وجود دليل مثبت على ذلك.
تمثل الفينيثيلامينات، أو بتعبير أدق بدائل الفينيثيلامين، مجموعةً من مشتقات الفينيثيلامين الحاوية على «العمود الفقري» للفينيثيلامين. بكلمات أخرى، تشمل هذه الفئة الكيميائية مركبات مشتقةً تتشكل عبر وضع المستبدلات مكان واحدة أو أكثر من ذرات الهيدروجين في نواة بنية الفينيثيلامين. تتضمن فئة بدائل الفينيثيلامين جميع الأمفيتامينات البديلة وميثيلين ديوكسي فينيثيلامين البديل، وتحوي ضمنها العديد من الأدوية التي تعمل على توليد العواطف والتنبيهات والتأثيرات النفسانية وإزالة الشهية وتوسيع القصبات وإزالة الاحتقان و/أو علاج الاكتئاب وغيرها.

## الاصطناع الطبيعي
ينتج الفينيثيلامين ضمن طيف واسع من الأنواع في المملكتين النباتية والحيوانية، ويمكن إيجاده أيضًا في بعض الفطور والبكتيريا (من جنس العصيات اللبنية والمطثيات والزوائف وعائلة الأمعائيات)، ويملك تأثيرًا قويًا في مكافحة الميكروبات مثل بعض السلالات الممرضة من الإشريكية القولونية (السلالة O157:H7) عند أخذه بتراكيز كافية.

## الكيمياء
يعد الفينيثيلامين أمينًا أساسيًا، وترتبط مجموعة الأمين بحلقة البنزين عبر ذرتي كربون أو مجموعة إيثيل. يكون هذا المركب عديم اللون في حرارة الغرفة، وله رائحة كريهة، وقادر على الانحلال في الماء والإيثانول والإيثر. تبلغ كثافته 0.964 غ/مل، ويغلي عند الحرارة 195 درجة سيليسيوس. يندمج الفينيثيلامين مع ثنائي أكسيد الكربون عند تعرضه للهواء ليشكل ملحًا كربونيًا صلبًا. يميل هذا المركب إلى القلوية الشديدة، إذ يساوي ثابت الانحلال الأساسي 4.17 عند قياسه باستخدام ملح كلور الهيدروجين، ويشكل ملحًا هيدروكلوريديًا بلوريًا يذوب عند بلوغ 217 درجة سيليسيوس.

### المشتقات البديلة
تمثل الفينيثيلامينات البديلة فئةً كيميائيةً من المركبات العضوية التي تستند إلى بنية الفينيثيلامين. تتألف هذه الفئة من جميع المركبات المشتقة من الفينيثيلامين التي يمكن تشكيلها عبر احتلال البدائل موقع واحدة أو أكثر من ذرات الهيدروجين في نواة بنية الفينيثيلامين.
تملك العديد من مشتقات الفينيثيلامين تأثيرات نفسانية، وتنتمي إلى فئات متنوعة ومختلفة من الأدوية منها محرضات الجهاز العصبي المركزي (مثل الأمفيتامين) والمهلوسات (مثل 2،5-ثنائي ميثوكسي-4- ميثيل أمفيتامين) والمركبات العاطفية (مثل 3،4-ميثيلين ديوكسي أمفيتامين) ومثبطات الشهية (مثل الفينترمين) ومضادات الاحتقان الأنفية والموسعات القصبية (مثل سودوإفيدرين) ومضادات الاكتئاب (مثل بوبروبيون) والعوامل المضادة لباركنسون (مثل سيليجيلين) ورافعات التوتر الوعائي (مثل الإفيدرين) وغيرها. تظهر العديد من هذه المركبات النفسية تأثيراتها الدوائية عبر تعديل نظام النقل العصبي أحادي الأمين، لكن لا توجد آلية عمل مشتركة أو هدف حيوي موحد بين جميع أعضاء هذه الفئة الفرعية.
تمثل العديد من المركبات داخلية المنشأ مثل الهرمونات والنواقل العصبية أحادية الأمين والعديد من الأمينات النزرة (مثل الدوبامين والنورإبينفرين والأدرينالين والتيرامين وغيرها) فينيثيلامينات بديلة. يُعد الدوبامين ببساطة أحد الفينيثيلامينات الحاملة لمجموعة هيدروكسيل مرتبطة بالموقعين 3 و4 من حلقة البنزين. تنتمي عدة أدوية ترفيهية مثل الإكستاسي والميثأمفيتامين والكاثينون أيضًا إلى هذه الفئة. تنتمي جميع الفينيثيلامينات البديلة إلى الفينيثيلامينات، وتشمل الأدوية الصيدلانية المدرجة تحتها الفينيلزين والفينفورمين والفانتيزول وغيرها.

## الوظيفة
وظائف الفينيثيلامين تقوم باعتباره معدل عصبي في الجهاز العصبي المركزي للثدييات . كما أن تخليق حيوي في الأحماض الأمينية لفينيل ألانين ويتم نزعه من قبل إنزيم الكربوكسيل .

## موقعه
بالإضافة إلى وجودها في الثدييات، تم العثور على الفينيثيلامين في العديد من الكائنات الحية وغيرها من الأطعمة مثل: الشوكولاتة، وبخاصة بعد الميكروبية التخمير. واثبتت بعض الدراسات ان مادة الفينيثيلامين المتواجدة في الكاكاو لها دور كبير في تحسين المزاج ورفع مستوى السعادة. يباع على أنه مكمل للوجبات الغذائية ولحالات المزاج وفقدان الوزن ذات الصلة بالفوائد العلاجية، ولكن شفويا الفينيثيلامين التي يتم بلعها غير نشط عادة بسبب واسعة أيض في العبور الأول من قبل أوكسيديز أحادي الأمين (MAO) إلى حمض فينيل الخل . وهذا ما يمنع تركيزاته من الوصول إلى الدماغ .

## الكيمياء
الفينيثيلامين هو أمين أولي، في المجموعة الأمينية التي تعلق على حلقة البنزين من خلال اثنين من الكربون، لمجموعة الإيثيل. وهو سائل عديم اللون في درجة حرارة الغرفة. وهو قابل للذوبان في الماء، والإيثانول، والأثير. مماثل لغيره من الأمينات منخفضة الوزن الجزيئي، وله رائحة كريهة. وعند التعرض إلى الهواء، تشكل مادة صلبة من ملح الكربونات مع ثاني أكسيد الكربون. الفينيثيلامين بقوة الأساسية، PK B = 4.17 (أو PK A = 9.83)، كما تم قياسه باستخدام حمض هيدروكلوريك الملح،  ويشكل استقرارا البلورية هيدروكلوريد الملح مع نقطة انصهار 217 °C. كثافته 0.962 جم / مل.

## وصلات اضافية
- Book II of PiHKAL online
- Phenethylamine entry in PiHKAL • info
- Review and summary of PiHKAL, including table of 300+ phenethylamines: ascii postscript
- A Structural Tour of PiHKAL